# Сімток-дзонг
Сімтоха дзонг або Сімток-дзонг («дзонг» — «замок-монастир»), також відомий як Сангак Забдхон Пходранг (бутанською мовою означає «Палац глибокого значення таємних мантр») — це невеликий дзонг. Він був побудований в 1629 році Жабдрунгом Нгавангом Намгьялом, який об'єднав Бутан. Це перший замок-монастир, побудований в Бутані.
Існує легенда, що замок забезпечував захист від демона, який був ув'язнений у скелі неподалік. Назва «Сімтока» означає складена з «сіммо» (демон) й «до» — «камінь».
Сімтоха дзонг сьогодні є важливим історичним пам'ятником Бутану. В колишньому буддійському монастирі зараз розташований один із провідних інститутів вивчення мови дзонгха. Нещодавно будівля Сімтоха дзонг була відремонтована.

## Розташування
Дзонг був побудовано на хребті на стратегічному місці з'єднання під'їзних доріг через долину Тхімпху до східного Бутану. Сімтоха розташована приблизно в 5 км на південь від столиці Бутану Тхімпху.

## Історія

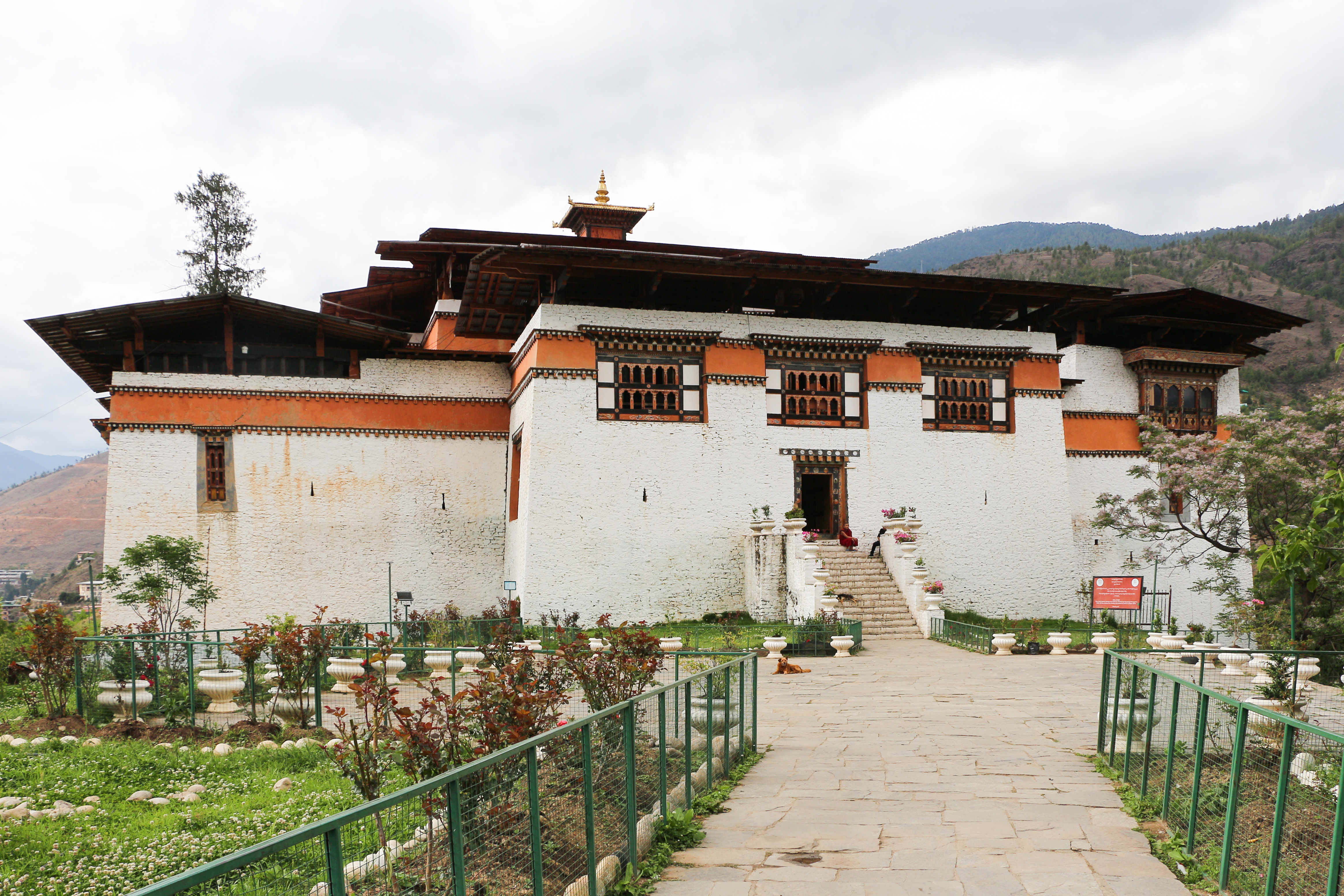
Сімтоха дзонг

Сімтока дзонг, побудовано в 1629 році Жабдрунгом Нгавангом Намгьялом. Він функціонує як монастирський і адміністративний центр та є найстарішим замком-монастирем, який зберігся в своєму первісному вигляді. Саме Намгьял вперше в Бутані ввів у моду концепцію «дзонг» як замкового монастиря. Напад на замок-монастир здійснювали тибетців з п'ятьма бутанськими ламами із конкуруючих буддійських шкіл, які виступали проти правління Жабдрунга. Атака була відбита, а лідер коаліції Палден Лама був убитий. У 1630 році тибетці знову напали і взяли дзонг, але Жабдрунг відновив контроль, коли головна будівля загорілася, а дах обвалився, убивши загарбників. Описи оригінальних будівель Сімтоха-Дзонг надали два португальських священика-єзуїта, які відвідали їх у 1629 році на шляху до Тибету.
Перші роботи з реконструкції та розширення дзонга були завершені в 1670 році Мінгьюром Тенпою, третім Друком Дезі (регентом). Останній ремонт замку був проведений архітекторами з Японії.
Буддійська школа лінгвістики була заснована як частина дзонг третім Друком Гьялпо, Джігме Дорджі Вангчуком, за пропозицією королеви Маюм Чоїнг Вангмо Дордже в 1961 році
Прем'єр-міністр Бутану Лотай Церінг і прем'єр-міністр Індії Нарендра Моді провели офіційну зустріч і церемонію обміну документами в Сімтоха Дзонг 17 серпня 2019 року. Це був перший випадок, коли пам'ятник використовувався як місце для міжнародної дипломатії.

## Особливості

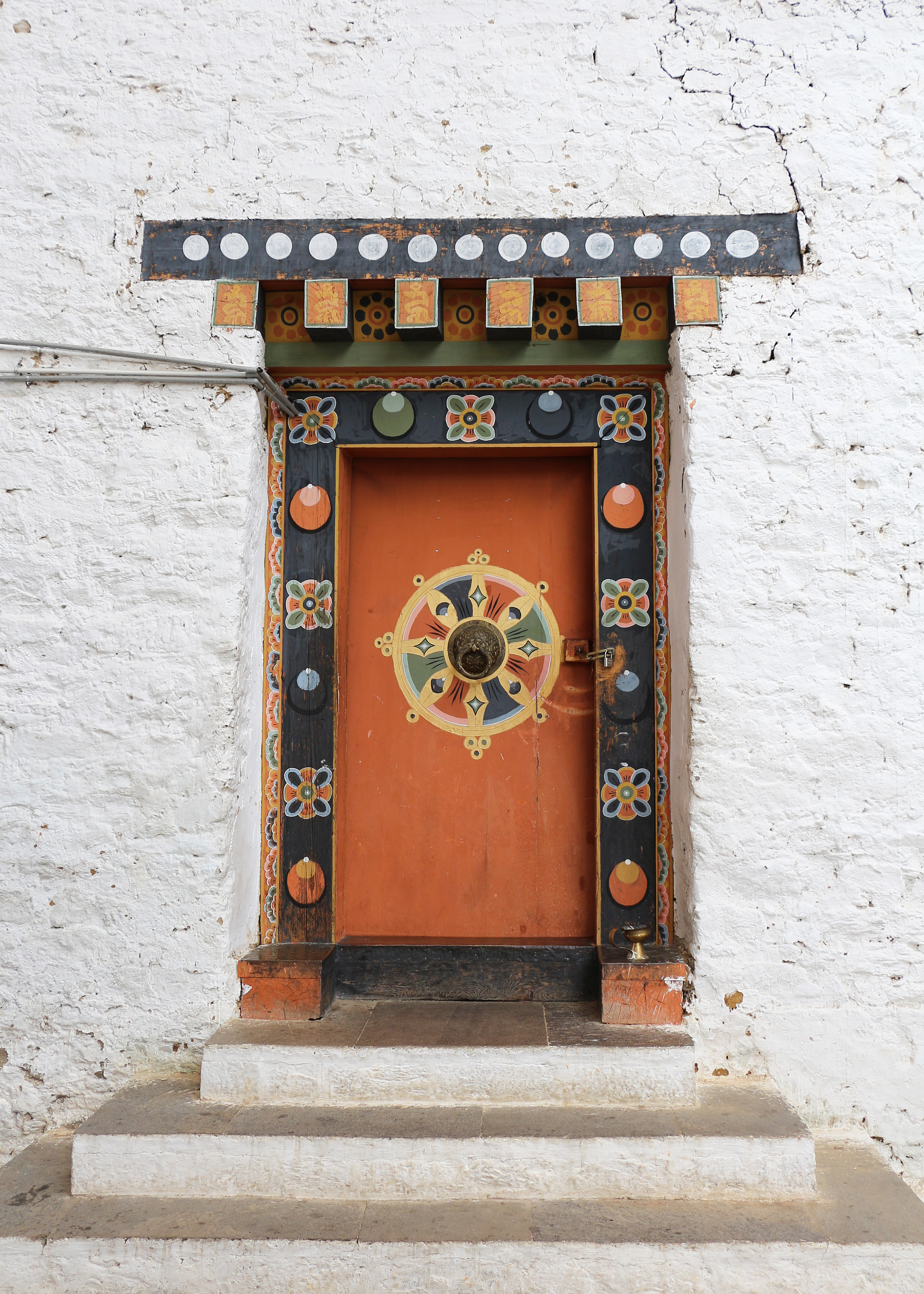
Двері в Сімтоха Дзонг

Дзонг займає площу близько 60 м², має одну вхідну браму, яка розташована з півдня. Замок має три поверхи. Зовні на найнижчому рівні він покритий молитовними колесами та низка з 300 різьбленнями зі сланцю, на яких зображені святі та філософи. Головна каплиця має велике зображення Шак'ямуні (Будди), із зображеннями восьми бодхісатв з обох боків. У цієї каплиці також є фрески, які вважаються найстарішими в Бутані. У каплиці на захід від головного залу є зображення Ченрезіга, зелено-білого Тараса. Є також стара картина Жабдрунга Нгаванга Намгьяла, засновника дзонга, яка була реставрована в 1995 році, але все ще має ознаки тріщин. Також на стовпах східної частини замку можна побачити тигрові хвости та зброю. Є каплиці, присвячені Махакала і Пелден Лхамо, божествам-захисникам Бутану.
У жанрі гімалайських настінних розписів Гімалаїв космічна мандала в дзонзі вважається унікальною. Це коло, намальовано на стелі в актовому залі, всередині квадрата у вигляді гірських хребтів з жовтими концентричними квадратами. Кола всередині нього пофарбовані в кілька кольорів, що робить його відмінним, символізує дванадцять місяців року. Шлях руху Сонця зображено еліпсною лінією цегляно-червоного кольору.